# Lista Marilor Ducese ale Rusiei
Aceasta este o listă a acelor membri ai familiei imperiale ruse care au purtat titlu Velikaia Kniaginia (rusă Великая Княгиня) sau Velikaia Knazhna (rusă Великая Княжна) (de obicei tradusă sub denumirea de Mare Ducesă deși mai exact ar fi Mare Prințesă). 
Până în 1886, titlul era acordat tuturor fiicelor din familia imperială rusă. În 1886 Țarul Alexandru al III-lea a restricționat acordarea titluilor numai pentru fiicele și nepoatele pe linie paternă a împăraților Rusiei.

## Mari Ducese ale Rusiei ale Casei Romanov-Holstein-Gottorp
| Portret | Nume                                         | Tată                                          | Naștere | Deces      | Căsătorie                                                                  | Note                                                          |
| ------- | -------------------------------------------- | --------------------------------------------- | ------- | ---------- | -------------------------------------------------------------------------- | ------------------------------------------------------------- |
|         | Anna Petrovna                                | Petru I al Rusiei                             | 1708    | 1728       | Ducele Charles Frederick de Holstein-Gottorp                               |                                                               |
|         | Elisabeta Petrovna                           | Petru I al Rusiei                             | 1709    | 1762       | Alexis Grigorievich Razumovski (căsătorie incertă)                         | a accedat la tron în 1741 ca împărăteasa Elisabeta I a Rusiei |
|         | Natalia Alexeievna                           | Alexei Petrovici                              | 1714    | 1728       | necăsătorită                                                               |                                                               |
|         | Anna Karlovna a.k.a regenta Anna Leopoldovna | Karl Leopold de Mecklenburg                   | 1718    | 1746       | Ducele Anton Ulrich de Brunswick                                           |                                                               |
|         | Anna Petrovna                                | Petru al III-lea al Rusiei                    | 1757    | 1759       | decedat în copilărie                                                       |                                                               |
|         | Alexandra Pavlovna                           | Paul I al Rusiei                              | 1783    | 1801       | Arhiducele Joseph de Austria                                               |                                                               |
|         | Elena Pavlovna                               | Paul I al Rusiei                              | 1784    | 1803       | Prințul Ereditar Frederick Louis de Mecklenburg-Schwerin                   |                                                               |
|         | Maria Pavlovna                               | Paul I al Rusiei                              | 1786    | 1859       | Marele Duce Charles Frederick de Saxa-Weimar                               |                                                               |
|         | Ecaterina Pavlovna                           | Paul I al Rusiei                              | 1788    | 1819       | Ducele George de Oldenburg regele William I de Württemberg                 |                                                               |
|         | Olga Pavlovna                                | Paul I al Rusiei                              | 1792    | 1795       | decedat în copilărie                                                       |                                                               |
|         | Anna Pavlovna                                | Paul I al Rusiei                              | 1795    | 1865       | William al II-lea al Olandei                                               |                                                               |
|         | Maria Alexandrovna                           | Alexandru I al Rusiei                         | 1799    | 1800       | decedată în copilărie                                                      |                                                               |
|         | Elisabeta Alexandrovna                       | Alexandru I al Rusiei                         | 1806    | 1808       | decedată în copilărie                                                      |                                                               |
|         | Maria Nikolaievna                            | Nicolae I al Rusiei                           | 1819    | 1876       | Ducele Maximilian de Leuchtenberg Grigori Stroganov                        |                                                               |
|         | Olga Nikolaievna                             | Nicolae I al Rusiei                           | 1822    | 1892       | regele Karl de Württemberg                                                 |                                                               |
|         | Maria Mihailovna                             | Marele Duce Mihail Pavlovici al Rusiei        | 1825    | 1846       | necăsătorită                                                               |                                                               |
|         | Alexandra Nikolaievna                        | Nicolae I al Rusiei                           | 1825    | 1844       | Prințul Frederik de Hesse-Kassel                                           |                                                               |
|         | Elizabeth Nikolaievna                        | Nicolae I al Rusiei                           | 1826    | necunoscut | decedat în copilărie                                                       |                                                               |
|         | Elisabeta Mihailovna                         | Marele Duce Mihail Pavlovici al Rusiei        | 1826    | 1845       | Prințul Adolf de Nassau-Weilburg                                           |                                                               |
|         | Ecaterina Mihailovna                         | Marele Duce Mihail Pavlovici al Rusiei        | 1827    | 1894       | Ducele George de Mecklenburg-Strelitz                                      |                                                               |
|         | Alexandra Mihailovna                         | Marele Duce Mihail Pavlovici al Rusiei        | 1831    | 1832       | decedat în copilărie                                                       |                                                               |
|         | Anna Mihailovna                              | Marele Duce Mihail Pavlovici al Rusiei        | 1834    | 1836       | decedat în copilărie                                                       |                                                               |
|         | Alexandra Alexandrovna                       | Alexandru al II-lea al Rusiei                 | 1842    | 1849       | decedat în copilărie                                                       |                                                               |
|         | Olga Constantinovna                          | Marele Duce Constantin Nicolaievici al Rusiei | 1851    | 1926       | George I al Greciei                                                        |                                                               |
|         | Maria Alexandrovna                           | Alexandru al II-lea al Rusiei                 | 1853    | 1920       | Prințul Alfred, Duce de Saxa-Coburg și Gotha                               |                                                               |
|         | Vera Constantinovna                          | Marele Duce Constantin Nicolaievici al Rusiei | 1854    | 1912       | Ducele Eugen de Wurttemberg                                                |                                                               |
|         | Anastasia Mihailovna                         | Marele Duce Mihail Nicolaievici al Rusiei     | 1860    | 1922       | Marele Duce Frederick Francis III de Mecklenburg-Schwerin                  |                                                               |
|         | Xenia Alexandrovna                           | Alexandru al III-lea al Rusiei                | 1875    | 1960       | Marele Duce Alexandru Mihailovici al Rusiei                                |                                                               |
|         | Elena Vladimirovna                           | Marele Duce Vladimir Alexandrovici al Rusiei  | 1882    | 1957       | Prințul Nicolae al Greciei și Danemarcei                                   |                                                               |
|         | Olga Alexandrovna                            | Alexandru al III-lea al Rusiei                | 1882    | 1960       | Ducele Petru Alexandrovici de Oldenburg Nikolai Alexandrovich Kulikovsky   |                                                               |
|         | Maria Pavlovna                               | Marele Duce Paul Alexandrovici al Rusiei      | 1890    | 1950       | Prințul Vilhelm, Duce de Södermanland Prințul Serghei Mihailovici Putiatin |                                                               |
|         | Olga Nicolaievna                             | Nicolae al II-lea al Rusiei                   | 1895    | 1918       | necăsătorită                                                               |                                                               |
|         | Tatiana Nicolaevna                           | Nicolae al II-lea al Rusiei                   | 1897    | 1918       | necăsătorită                                                               |                                                               |
|         | Maria Nicolaevna                             | Nicolae al II-lea al Rusiei                   | 1899    | 1918       | necăsătorită                                                               |                                                               |
|         | Anastasia Nicolaevna                         | Nicolae al II-lea al Rusiei                   | 1901    | 1918       | necăsătorită                                                               |                                                               |

După anul 1918 nici o fiică nu s-a născut în interiorul casei imperiale detronate care ar fi avut dreptul la titlul de Mare Ducesă - de exemplu, o nepoată pe linie masculină a unui împărat, deși tehnic ar fi fost posibil, deoarece au existat fii de împărat iar fiicele lor ar fi avut dreptul să poarte titlul.

## Mare Ducese ale Rusiei prin căsătorie
| Portret | Nume                                        | Soț                                    | Data căsătoriei    | Naștere            | Deces                | Note |
| ------- | ------------------------------------------- | -------------------------------------- | ------------------ | ------------------ | -------------------- | --- |
|         | Charlotte de Braunschweig-Lüneburg          | Țareviciul Alexei Petrovici            | 25 octombrie 1711  | 29 august 1694     | 13 noiembrie 1715    | |
|         | Catherine Alexeievna de Anhalt-Zerbst       | Petru al III-lea al Rusiei             | 1 septembrie 1745  | 2 mai 1729         | 17 noiembrie 1796    | Cunoscută în istorie ca 'Ecaterina cea Mare';a devenit împărăteasă când soțul ei a succedat ca împăratul Petru al III-lea în 1762; la 9 iulie 1762 l-a deposedat pe soțul ei și a domnit singură |
|         | Natalia Alexeievna de Hesse-Darmstadt       | Paul I al Rusiei                       | 10 octombrie 1773  | 25 iunie 1755      | 26 aprilie 1776      | mai târziu soțul ei a devenit împăratul Paul I în 1796 |
|         | Maria Fiodorovna de Württemberg             | Paul I al Rusiei                       | 7 octombrie 1776   | 25 octombrie 1759  | 5 noiembrie 1828     | a devenit împărăteasă când soțul ei a accedat la tron ca împăratul Pavel I în 1796 |
|         | Elisabeta Alexeievna de Baden               | Alexandru I al Rusiei                  | 9 octombrie 1793   | 24 ianuarie 1779   | 16 mai 1826          | a devenit împărăteasă când soțul ei a accedat la tron ca împăratul Alexandru I în 1801 |
|         | Anna Fiodorovna de Saxa-Coburg-Saalfeld     | Marele Duce Constantin Pavlovici       | 26 februarie 1796  | 23 septembrie 1781 | 15 august 1860       | au divorțat în 1820 |
|         | Alexandra Fiodorovna a Prusiei              | Nicolae I al Rusiei                    | 13 iulie 1817      | 13 iulie 1798      | 1 noiembrie 1860     | a devenit împărăteasă când soțul ei a accedat la tron ca împăratul Nicolae I în 1825 |
|         | Elena Pavlovna de Württemberg               | Marele Duce Mihail Pavlovici           | 19 februarie 1824  | 9 ianuarie 1807    | 2 februarie 1873     | |
|         | Maria Alexandrovna de Hesse-Darmstadt       | Alexandru al II-lea al Rusiei          | 28 aprilie 1841    | 8 august 1824      | 3 iunie 1880         | a devenit împărăteasă când soțul ei a accedat la tron ca împăratul Alexandru al II-lea în 1855                                                                                                   |
|         | Alexandra Iosifovna de Saxa-Altenburg       | Marele Duce Constantin Nicolaievici    | 11 septembrie 1848 | 8 iulie 1830       | 6 iulie 1911         | |
|         | Alexandra Petrovna de Oldenburg             | Marele Duce Nicolae Nicolaevici        | 6 februarie 1856   | 2 iunie 1838       | 25 aprilie 1900      | |
|         | Olga Fiodorovna de Baden                    | Marele Duce Mihail Nicolaevici         | 28 august 1857     | 20 septembrie 1839 | 12 aprilie 1891      | |
|         | Maria Fiodorovna a Danemarcei               | Alexandru al III-lea al Rusiei         | 9 noiembrie 1866   | 26 noiembrie 1847  | 13 octombrie 1928    | a devenit împărăteasă când soțul ei a accedat la tron ca împăratul Alexandru al III-lea în 1881                                                                                                  |
|         | Maria Pavlovna de Mecklenburg-Schwerin      | Marele Duce Vladimir Alexandrovici     | 28 august 1874     | 14 mai 1854        | 6 septembrie 1920    | |
|         | Elizabeth Mavrikievna de Saxa-Altenburg     | Marele Duce Constantin Constantinovici | 27 aprilie 1884    | 25 ianuarie 1865   | 24 martie 1927       | |
|         | Elizabeth Fiodorovna de Hesse-Darmstadt     | Marele Duce Serghei Alexandrovici      | 15 iunie 1884      | 1 noiembrie 1864   | 17 sau 18 iulie 1918 | |
|         | Alexandra Georgievna a Greciei              | Marele Duce Paul Alexandrovici         | 17 iunie 1889      | 30 august 1870     | 24 septembrie 1891   | |
|         | Militsa Nicolaievna de Muntenegru           | Marele Duce Petru Nicolaievici         | 26 iulie 1889      | 26 iulie 1866      | 5 septembrie 1951    | |
|         | Maria Georgievna a Greciei                  | Marele Duce George Mihailovici         | 12 mai 1900        | 3 martie 1876      | 14 decembrie 1940    | |
|         | Victoria Fiodorovna de Saxa-Coburg și Gotha | Marele Duce Kiril Vladimirovici        | 8 octombrie 1905   | 25 noiembrie 1876  | 2 martie 1936        | |
|         | Anastasia Nicolaievna de Muntenegru         | Marele Duce Nicolae Nicolaevici        | 29 aprilie 1907    | 4 ianuarie 1868    | 25 ianuarie 1929     | |